# نازارث
نازارِث (Nazareth) هي فرقة غنائية اسكتلندية اشتهرت في السبعينات.
أسست الفرقة عام 1961 تحت اسم (ذ شاداتس) (The Shadettes) من طرف بيت أغنيو (Pete Agnew) ودان ماك كافرتي(Dan McCafferty) وبدلت اسمها لنزارث عام 1968.
لا تزال الفرقة تنتج البومات موسيقى واستعراضات مباشرة لحد اليوم.

## السجل الموسيقي

### اغاني فردية (Singles)
- This flight tonight
- Shanghaid in Shanghai
- My white Bycycle
- Love hurts
- Dream on
- Shapes Of Things

### ألبومات
- عام 1971 - Nazareth
- عام 1972 - Exercises
- عام 1973 - Razamanaz
- عام 1973 - Loud´n´Proud
- عام 1974 - Rampant
- عام 1975 - Hair Of The Dog
- عام 1976 - Close Enough For Rock´n´Roll
- عام 1976 - Play´n´The Game
- عام 1977 - Expect No Mercy
- عام 1978 - No Mean City
- عام 1980 - Malice In Wonderland
- عام 1980 - The Fool Circle
- عام 1982 - 2XS
- عام 1983 - Sound Elixir
- عام 1984 - The Catch
- عام 1986 - Cinema
- عام 1989 - Snakes´n´Ladders
- عام 1991 - No Jive
- عام 1993 - From The Vaults
- عام 1994 - Move Me
- عام 1998 -Nazareth At The Beeb
- عام 1998 - Boogaloo
- عام 2001 - Homecoming
- عام 2003 - The Collection

### أفلام DVD´s
- عام Homecoming - 2002
- From the Beginning
- Naza live
- عام Live From Classic T Stage - 2005

## وصلات خارجية
- نازارث على موقع IMDb (الإنجليزية)
- نازارث على موقع ميوزك برينز (الإنجليزية)
- نازارث على موقع أول ميوزيك (الإنجليزية)
- نازارث على موقع ديسكوغز (الإنجليزية)

- موقع نازارث
- موقع محبي نازارث الألماني